# (K)ein bisschen schwanger
(K)ein bisschen schwanger (Originaltitel: Labor Pains) ist ein US-amerikanischer Fernsehfilm der Regisseurin Lara Shapiro, die gemeinsam mit Stacy Kramer das Drehbuch verfasste, aus dem Jahr 2009 mit Lindsay Lohan in der Hauptrolle.

## Handlung
Die Verlagsangestellte Thea Clayhill erfindet eine Schwangerschaft, um einer drohenden Kündigung zu entgehen. Aufgrund ihrer neuen „Kompetenz“ wird sie befördert und soll nun Schwangerschaftsratgeber verlegen. In der Folge verstrickt sie sich immer weiter in ihre Lüge und verliebt sich nebenbei in ihren neuen Chef Nick. Auf einer Buchvorstellung kommt es zu einer Rangelei, bei der der Luftballon, den Thea als Babybauch-Attrappe benutzt hat, platzt. Nick wird zu einer Fernsehsendung gelockt, wo erneut das Buch vorgestellt wird. Diesmal ist Thea ohne Babybauch in der Öffentlichkeit. Dort versöhnen sich Thea und Nick, denn nach dem Auffliegen des Schwindels war Funkstille zwischen den beiden. Dann werden die beiden zwei Jahre später gezeigt. Diesmal ist Thea wirklich hochschwanger, und zwar von Nick. Sie sind auf der Arbeit, als die Wehen einsetzen. In der letzten Szene sagen sich die beiden, dass sie sich lieben.

## Produktion
Die Filmkomödie wurde mit einem geschätzten Filmbudget von 10 Mio. US-Dollar produziert. Die Filmproduktionsgesellschaften Nu Image Films und Latitude Films waren für die Herstellung verantwortlich. (K)ein bisschen schwanger sollte als Kinofilm veröffentlicht werden, diese Entscheidung wurde verworfen, und der Film dann als Fernsehfilm vermarktet. Seine Fernsehpremiere feierte der Film am 19. Juli 2009 in den Vereinigten Staaten und wurde einen Monat später als DVD angeboten. In Deutschland erschien der Film am 11. Dezember 2009 direkt als DVD und wurde am 28. Juli 2011 im TV ausgestrahlt.
Die Filmaufnahmen entstanden in Kalifornien, wobei Burbank und Los Angeles als Schauplätze dienten.

## Synchronisation
Die deutschsprachige Synchronisation entstand bei der Spledind Synchron, Köln unter der Dialogregie von Bernd Nigbur, der auch für das Dialogbuch verantwortlich war.
| Rolle           | Darsteller      | Synchronsprecher |
| --------------- | --------------- | ---------------- |
| Thea Clayhill   | Lindsay Lohan   | Maria Koschny    |
| Nick Steinwald  | Luke Kirby      | Norman Matt      |
| Jerry Steinwald | Chris Parnell   | Gregor Höppner   |
| Emma Clayhill   | Bridgit Mendler | Corinna Riegner  |
| Greg            | Kevin Covais    | Tobias Diakow    |
| Lisa DePardo    | Cheryl Hines    | Martina Treger   |

## Trivia
Eine sehr ähnliche Handlung hatte schon die 2007 gesendete deutsche Produktion Nur ein kleines bisschen schwanger (Sat.1), in der die Hauptdarstellerin ebenfalls in der Verlagsbranche arbeitet.

## Einschaltquoten
| Fernsehsender | Datum         | Zuschauer      |
| ------------- | ------------- | -------------- |
| ABC Family    | 19. Juni 2009 | 2,1 Millionen  |
| VOX           | 28. Juli 2011 | 1,23 Millionen |